# Une jeunesse allemande (film)
Pour plus de détails, voir Fiche technique et Distribution.
Une jeunesse allemande est un documentaire français réalisé par Jean-Gabriel Périot sorti en 2015. C'est le premier long métrage du réalisateur.

## Synopsis
Le film retrace chronologiquement l'histoire de la Fraction armée rouge (Rote Armee Fraktion), de la genèse de l'organisation d'extrême-gauche à la mort de ses principaux protagonistes en prison, et la réception de ses actions terroristes dans l'Allemagne de l'Ouest des années 1970.
Construit à partir d'archives visuelles et sonores, il juxtapose la production cinématographique et idéologique des futurs membres de la Fraction armée rouge avec les images télévisuelles de l'époque offrant ainsi un tableau inédit et saisissant de cette aventure tragique.
C'est au terme d'un long travail de recherche de huit à neuf ans que le projet a pu prendre forme. La chronologie détaillée établie par le réalisateur permet de mesurer l'ampleur de cette recherche archivistique.
Les parcours d'Ulrike Meinhof, d'Andreas Baader, d'Holger Meins, de Gudrun Ensslin et de l'avocat Horst Mahler sont présentés à travers la documentation visuelle et sonore des fondateurs du groupe surnommé la « bande à Baader » ou « groupe Baader-Meinhof ». À partir de cette documentation originale et souvent inédite, Jean-Gabriel Périot retrace le basculement qui s'opère dans le groupe vers la violence révolutionnaire et son impact sur la société allemande. C'est l'histoire d'une jeunesse qui commence son périple contestataire dans les années 1960 en rejetant le passé d'une Allemagne qui n'a pas engagée officiellement de dénazification et le termine à la fin des années 1970 dans les prisons de l'État fédéral après avoir commis une série d'attentats meurtriers.
Sans jamais prendre parti, Jean-Gabriel Périot aborde de manière frontale la question de la violence politique en tentant de décrypter les possibilités de l'action révolutionnaire pendant les douze années de plomb (1965-1977) de la République Fédérale Allemande.

## Fiche technique
- Titre : Une jeunesse allemande
- Sous-titre du synopsis : Fraction armée rouge, Allemagne de l'Ouest, 1965-1977. Une histoire d'images et de violences.
- Variante du sous-titre : Allemagne 1965-1977, de la bataille des images à la lutte armée
- Scénario, montage et réalisation : Jean-Gabriel Périot
- Conseillers écriture : Pierre Hodgson, Anne Steiner, Nicole Brenez, Anne Paschetta
- Directrice de production et documentation : Emmanuelle Koenig
- Première assistante montage : Avril Besson
- Auxiliaire montage : Malak Maatoug
- Auxiliaires réalisation : Charly Fevre, Marine Aielo
- Montage son : Etienne Curchod
- Mixage : Laure Arto-Toulot
- Musique originale : Alan Mumenthaler, Xavier Thibault
- Coordinateur de post production : Kévin Rousseau
- Production : Local Films, Nicolas Brevière
- Coproduction : Alina film (Suisse), Blinker filmproduktion (Allemagne)
- SOFICA : Indéfilms 3
- Distribution : UFO distribution
- Langue : allemand, français
- Pays d'origine :  France
- Format : couleur,  5.1, allemand, sous-titres français
- Genre : documentaire
- Durée : 93 minutes
- Date de sortie :  France : 14 octobre 2015

## Distribution
Par ordre d'apparition à l'écran :
1. Adolf Hitler[6], führer du 3e Reich
2. Ulrike Meinhof[7], journaliste
3. Alexander Kluge, réalisateur
4. Willy Brandt, maire de Berlin inaugurant l'Académie allemande du film et de la télévision de Berlin (DFFB)
5. Holger Meins, étudiant de cinéma à la DFFB
6. Horst Mahler, avocat
7. Andreas Baader, étudiant, journaliste
8. Gudrun Ensslin[7], étudiante, actrice
9. Chah d'Iran en visite à Berlin-Ouest.
10. Benno Ohnesorg, étudiant tué lors d'une manifestation contre la venue du Chah
11. Fritz Teufel, étudiant en détention après la manifestation contre le Chah
12. Rudi Dutschke, sociologue
13. Thorwald Proll, ancien étudiant, et Horst Söhnlein, acteur, arrêtés avec Gudrun Ensslin et Andreas Baader pour l'incendie de deux grands magasins.
14. Klaus Lemke, réalisateur
15. Rudolf Augstein, fondateur du magazine Der Spiegel
16. J. Seifert, politologue
17. Heinrich Böll, écrivain
18. Jan-Carl Raspe
19. Astrid Proll
20. Helmut Schmidt, Chancelier fédéral d'Allemagne
21. Hanns-Martin Schleyer, représentant du patronat allemand
22. Helmut Kohl, Chancelier fédéral d'Allemagne
23. Carl-Dieter Spranger, homme politique allemand
24. Franz Josef Strauß, ministre-président de Bavière
25. Rainer Werner Fassbinder[6], réalisateur
26. Lilo Pempeit, mère de Fassbinder faisant une référence à « un Führer[6] doux et gentil. »

- Jürgen Habermas, théoricien allemand en philosophie et en sciences sociales

## Production

### Développement
Réalisé par Jean-Gabriel Périot, le film est produit par Nicolas Brevière de Local Films en France et coproduit par David Epiney et Eugenia Mumenthaler d'Alina Film en Suisse et Meike Martens de Blinker Filmproduktion en Allemagne.

### Montage
Le réalisateur inclut des extraits :
- émissions de débats avec Ulrike Meinhof[8]
- Bambule (de)[9] de Eberhard Itzenplitz, écrit par Ulrike Meinhof
- film d'avant-garde[8] avec l'actrice Gudrun Ensslin
- journaux télévisés[8]
- discours politiques d'Helmut Schmidt
- segment de Rainer Werner Fassbinder[6],[8] dans L'Allemagne en automne[9]

Il n'y a pas de voix off : les images et citations par les protagonistes parlent d'elles-mêmes.

## Distinctions

### Nominations
- 2015 : Berlinale[4], film d'ouverture de la section Panorama Dokumente[10]
- 2016 : César du meilleur film documentaire[11]
- 2017 : 2e Festival des Busters[12]

### Récompenses
- 2015 : prix international de la Scam[13] au festival Cinéma du réel à Paris
- 2015 : prix du film suisse le plus innovant[14] au festival Visions du réel de Nyon
- 2015 : mention spéciale du jury au Festival international du cinéma indépendant de Buenos Aires (BAFICI[15])
- 2015 : mention spéciale du jury au festival DocAviv[16] à Tel Aviv
- 2015 : Silver Apricot[17] au festival du film Golden apricot à Yerevan
- 2015 : mention spéciale du jury au festival international du film de Guanajuato[18]
- 2015 : mention spéciale du festival Les rendez-vous de l'histoire[19] à Blois
- 2015 : prix du documentaire au Festival international du film de Bratislava[20]

## Analyse
Au début du film, on entend la voix de Jean-Luc Godard, s'interrogeant sur le cinéma allemand.
Le film est construit en deux parties :
- La première, qui occupe les deux tiers du film, se concentre sur l'Allemagne des années 1965-1970, le mouvement des étudiants contestataires et les trajectoires sociales ou artistiques des futurs protagonistes de la lutte armée.
- Dans la seconde partie, l'action de la RAF des années 1970-1977 est présentée par l'État que l'organisation combat et par les médias de l'époque.

Les deux parties se succèdent « sans contrepoint ».
A la fin du film pour répondre à Godard, Jean-Gabriel Périot monte dans son documentaire un extrait du segment de Rainer Werner Fassbinder dans L'Allemagne en automne où Rainer annonce la mort des leaders de la RAF dans le quartier de haute sécurité de Stuttgart-Stammheim puis conclut sur le dialogue avec sa mère invoquant le 3e Reich, au sujet de l'application de la démocratie aux terroristes.